# Batería de Aptitud para las Lenguas de Pimsleur
La Batería de Aptitud para las Lenguas de Pimsleur  (PLAB - Pimsleur Language Aptitude Battery en inglés) se desarrolló para pronosticar el éxito en el aprendizaje de lenguas extranjeras, o aptitud de aprendizaje de lenguas, y para diagnosticar la dificultad para aprender lenguas.  La publica la Fundación para el Aprendizaje y Evaluación de Lenguas (en inglés, Language Learning and Testing Foundation).
La Batería de Aptitud para las Lenguas de Pimsleur mide la aptitud para el aprendizaje de lenguas.  La aptitud para el aprendizaje de lenguas no se refiere a si una persona puede o no aprender una lengua extranjera (se da por supuesto que prácticamente todo el mundo puede aprender una lengua si no tiene un límite de tiempo). Según John Carroll y Stanley Sapon, los autores de la Prueba de Aptitud de Lenguas Modernas (una prueba de aptitud para el aprendizaje de lenguas similar dirigida a estudiantes mayores), la aptitud para el aprendizaje de lenguas se refiere a la "predicción de cómo de bien, en comparación a otros individuos, puede alguien aprender una lengua extranjera en un tiempo y condiciones concretos". La PLAB está pensada para usarse con estudiantes hablantes nativos de inglés de entre 13 y 18 años, aunque también se ha utilizado con estudiantes de 20 años.

## Desarrollo
El Dr. Paul Pimsleur desarrolló la Batería de Aptitud para las Lenguas de Pimsleur y también se conoce como el  sistema de aprendizaje de lenguas de Pimsleur.  La PLAB es la culminación de ocho años de investigación de Pimsleur y sus colegas desde 1958 hasta 1966 que implicó la revisión de estudios publicados a lo largo de 30 años alrededor de los factores lingüísticos y psicológicos relacionados con el aprendizaje de lenguas. Pimsleur y sus colegas agruparon estos estudios según siete líneas de investigación: inteligencia, habilidad verbal, discriminación del tono, orden en el aprendizaje de lenguas y bilingüismo, hábitos de estudio, motivación y actitudes, y factores de personalidad.  De estas siete líneas, la motivación y la inteligencia verbal eran los factores que más claramente contribuían al éxito en aprender una lengua extranjera.  
Esta investigación continuó con aprendientes de francés de nivel universitario, los cuales tomaron varios tests. Tras analizar los datos resultantes mediante un análisis de factores y de correlación múltiple, los resultados también indicaban que la motivación y la inteligencia verbal eran factores primordiales en el éxito del aprendizaje de lenguas. Tras probar una versión preliminar de la Batería de Aptitud con estudiantes de francés y español de nivel de secundaria, Pimsleur y sus asociados identificaron la inteligencia verbal, la motivación y la capacidad auditiva como los tres factores más significativos en pronosticar el éxito en aprender una lengua extranjera. De aquí que desarrollaran siete subtests que miden estos tres factores.  
Después de testear los siete subtests con el apoyo de la Ohio State University Research Foundation, se finalizó la PLAB añadiendo una sección en la que el examinando indica la nota media obtenida en cuatro asignaturas básicas. Pimsleur utilizó el GPA (Grade Point Average) como medida de hábitos de estudio, los cuales pueden ser muy importantes en el aprendizaje de lenguas extranjeras, y un buen predictor del éxito en este sentido.  Los cuatro factores finales que contribuyen a la aptitud para el aprendizaje de lenguas medida en la PLAB son la capacidad verbal, la capacidad auditiva, la motivación y los hábitos de estudio. 
Entre 1965 y 1966, se realizó un estudio para estimar la validez predictiva de la PLAB. Cuarenta y una escuelas en trece estados diferentes participaron en el estudio, en las cuales se administró la PLAB a alumnado de entre 13 y 16 años a principios del año escolar. Las notas finales de curso del alumnado en un curso inicial de lenguas se utilizaron para calcular la validez de la PLAB y proporcionar tablas de estadística normalizadas y tablas de expectativa. 

## Partes
La versión final de la PLAB contiene seis partes (Pimsleur, et al. 2004), cada una de las cuales mide aspectos diferentes de los cuatro factores predictivos (capacidad verbal, capacidad auditiva, motivación y nota media):
- Parte 1 – Nota Media – calcula la media de los estudiantes en ámbitos distintos al aprendizaje de lenguas
- Parte 2 – Interés – mide el interés del estudiante en aprender una lengua extranjera; es una medida de motivación
- Parte 3 – Vocabulario – conocimiento de palabras en inglés; es una medida de capacidad verbal
- Parte 4 – Análisis de la Lengua – mide la capacidad de razonar relativa a una lengua extranjera; es otro aspecto de la capacidad verbal
- Parte 5 – Discriminación de Sonidos –  mide la capacidad de aprender nuevas diferencias fonéticas y de reconocerlas en contextos diferentes; es una medida de capacidad auditiva
- Parte 6 – Asociación de Sonido-Símbolo – mide la capacidad de asociar sonidos con símbolos escritos; es otra medida de capacidad auditiva

Las Partes 1 y 2 no son medidas de aptitud. La Parte 1 mide los hábitos de estudio y la Parte 2 es una medida de motivación. Tanto los hábitos de estudio como la motivación correlacionan positivamente con el aprendizaje de una lengua extranjera. Dependiendo de cuál sea la intención del profesor a la hora de evaluar la aptitud en sus alumnos, se podrían eliminar estas partes o, alternativamente, se podrían traducir a la lengua materna del estudiante. Por tanto, la PLAB se puede usar con estudiantes cuya L1 no es el inglés, aunque los estudiantes deben tener un nivel de competencia en esta lengua suficiente para poder realizar el test. 
La Parte 3 es test breve del nivel de vocabulario en inglés del estudiante. Para los hablantes nativos de inglés, se calcula que es adecuado para edades comprendidas entre los 13 y los 18 años. El motivo de la inclusión de esta parte es porque el número de palabras de un hablante está relacionado con sus logros en el aprendizaje de una lengua extranjera. Si se distribuye la PLAB entre estudiantes que no hablan inglés como lengua materna, se tendría que o bien traducir o bien eliminar esta parte si su nivel de competencia en inglés no es lo suficientemente alta. 
La Parte 4, Análisis de la Lengua, es un test de aptitud para el aprendizaje de la gramática de una lengua extranjera. Si fuera necesario, se podría traducir a la lengua nativa del estudiante. No obstante, el nivel requerido para manejar los ítems de este test no es elevado. 
La Parte 5 es un test de discriminación auditiva en una lengua tonal. No necesita traducción. Solo es necesario entender las instrucciones. El nivel de competencia en inglés tampoco influye en la realización de esta parte. 
La Parte 6 es un test de asociación sonido-símbolo con palabras inventadas utilizando sonidos del inglés. Puesto que las palabras son inventadas, la competencia en inglés no influye a la hora de responder esta parte del test. Esta parte es un test de habilidad de codificación fonética tal y como la describió Carroll. 
En resumen, solo hace falta cumplir requisitos mínimos de competencia en inglés para responder la Parte 3. Las Partes 1, 2 y 4 se podrían traducir o adaptar a la lengua primera de los estudiantes que no tengan el nivel de competencia en inglés necesario para responder el test. Es necesario un nivel intermedio en inglés para responder la Parte 4. Las Partes 5 y 6 miden habilidades auditivas pero no requieren de un nivel de competencia mínimo en inglés más allá del necesario para entender las instrucciones de cada parte. 
Versiones anteriores de la PLAB también incluían un test de 20 preguntas relacionadas con la motivación del estudiante para aprender una lengua extranjera y una parte sobre rimas, que era otra medida de capacidad auditiva.  Tras pruebas de campo en la Ohio State University Research Foundation, Pimsleur y sus colegas consideraron que esas partes podían eliminarse del test sin afectar la capacidad predictiva de la PLAB.
En una discusión sobre la MLAT y la PLAB, Wesche (1981) hizo notar que la Parte 4 de la PLAB es una medida de aprendizaje inductivo de la gramática de una lengua extranjera, mientras que la MLAT (mencionado anteriormente) no incluye una medida directa de aprendizaje inductivo.  También afirma que la Parte 5 de la PLAB mide el aprendizaje inductivo de los tonos de una lengua extranjera en contextos diferentes. Afirma también que una puntuación baja en las partes 5 y 6 de la PLAB a menudo reflejan problemas auditivos y que la Parte 6 de la PLAB (Asociación de Sonido-Símbolo) mide la capacidad codificación fonética descrita por Carroll en su descripción de los componentes de aptitud para el aprendizaje de una lengua extranjera.

## Usos
Los usos de la PLAB incluyen la asignación en un programa, la evaluación y planificación de un programa, y diagnosis de la capacidad o ausencia de la misma para aprender una lengua extranjera.  Entre los usuarios actuales del test encontramos centros privados y escuelas de secundaria públicas y especialistas en dificultades del aprendizaje. Esta prueba se utiliza también en la investigación del aprendizaje y enseñanza de una lengua extranjera cuando se necesita una medida de aptitud en el diseño de la investigación. Una ventaja que ofrece la PLAB a los investigadores del aprendizaje de segundas lenguas es su disponibilidad. 

### Asignación a un programa
La PLAB se puede utilizar para evaluar qué estudiantes están preparados cognitivamente para estudiar una lengua extranjera en las edades de entre 13 y 15 años y qué estudiantes se beneficiarían de esperar un poco para empezar a estudiar una lengua extranjera.  También se puede usar para emplazar estudiantes en una clase en que se explique a un ritmo adecuado para el estudiante cuando hay más de una clase.

### Evaluación y planificación de un programa
La PLAB se puede utilizar para calcular las normas de aptitud locales. Con esa información, las escuelas y distritos pueden evaluar la eficacia de sus programas de lenguas y usar la PLAB para desarrollar uno acorde a sus necesidades. Por ejemplo, una escuela puede dividir su programa de lengua en tres áreas, utilizando un libro de texto apropiado y avanzando a un ritmo adecuado a la capacidad de sus estudiantes. 

### Diagnosis de dificultad para el aprendizaje
Pimsleur asegura que una prueba de aptitud de lenguas se puede utilizar para identificar a los estudiantes con dificultades antes de iniciar el curso.  Pimsleur define a estos estudiantes como aquel alumnado que ha tenido significativamente menos éxito en el estudio de una lengua que en otras materias.  En su estudio de aprendientes con dificultades para las lenguas extranjeras, Pimsleur concluyó que el componente auditivo de la aptitud para las lenguas es el factor principal que explica las diferencias en la capacidad de aprendizaje de una lengua y que no se explica por la inteligencia general o el interés del estudiante en aprender una lengua extranjera.  
La PLAB puede usarse para identificar alumnado con  dificultad para el aprendizaje de la lengua cuando se utiliza junto a otras evidencias .
Tener en cuenta la puntuación de un individuo en las distintas partes de la prueba puede ser de ayuda para adecuar las preferencias del alumnado a la hora de aprender con técnicas para la enseñanza.

## Cuestiones de debate
Mientras que la aptitud para el aprendizaje de lenguas es relativamente estable en los adultos, esta sigue desarrollándose en los adolescentes hasta llegar a la edad adulta. Así, las puntuaciones tendrían que ser comparadas con normas que tienen en cuenta el curso/la edad de los estudiantes en el manual del test o con normas desarrolladas en el lugar de administración del test. Se ha dicho que las pruebas de aptitud para la lengua como la PLAB no son directamente útiles para aquellos individuales que tienen que aprender una lengua independientemente de su habilidad para hacerlo. Aun así, las pruebas de aptitud para el aprendizaje de una lengua pueden ser útiles como indicador de la cantidad de tiempo necesario para aprender una lengua en comparación con otros estudiantes con puntuaciones mayores o menores. La PLAB también puede ser de ayuda para profesores que quieran identificar las modalidades de aprendizaje que pueden ayudar a un estudiante a aprender mejor una lengua extranjera. 
Otra cuestión a tener en cuenta es, puesto que la PLAB es originalmente en inglés, el hecho de que los resultados obtenidos en esta prueba pueden verse afectados por el nivel de inglés necesario para realizarla. Por tanto, aquellos profesores que quieran utilizarla deben tener en cuenta que los resultados en la PLAB pueden verse afectados por su conocimiento de inglés. Aunque solo la Parte 3 mide la proficiencia en inglés, las otras partes dan por supuesto el conocimiento del inglés para realizarse, como se ha apuntado anteriormente. Por tanto, los profesores de lenguas extranjeras que quieran utilizar la PLAB para poder tener una idea del perfil de aptitud de sus estudiantes deberán también tener en cuenta el nivel de competencia en inglés de esos estudiantes. A su vez, puede que sea necesario traducir las instrucciones y algunos ítems para que el test siga siendo un test de aptitud y no de lengua inglesa. Esa traducción no sería necesaria para los estudiantes de nivel avanzado de inglés. El nivel de inglés requerido para cada una de las partes se debería no obstante considerar a la hora de interpretar los resultados en la PLAB junto al nivel de competencia en inglés del estudiante.  

## Recursos
- Carroll, John B. y Stanley Sapon. 'Modern Language Aptitude Test: Manual 2010 Edition. Rockville, MD: Language Learning and Testing Foundation, 2010.
- Pimsleur, Paul, Daniel J. Reed y Charles W. Stansfield. Pimsleur Language Aptitude Battery: Manual 2004 Edition. Rockville, MD: Language Learning and Testing Foundation, 2004.